# Elías García Martínez
Elías García Martínez (* 20. Juli 1858 in Requena, Valencia; † 1. August 1934 in Utiel) war ein spanischer Maler.

## Leben
Elías García Martínez begann seine künstlerische Karriere in seinem Geburtsort Requena. Er studierte an der Real Academia de Bellas Artes de San Carlos in Valencia und in Barcelona. Später zog er nach Saragossa, wo er Juliana Condoy Tello heiratete. Im Jahre 1894 wurde er Assistenzprofessor an der Escuela Provincial de Bellas Artes de Zaragoza. Dort lehrte Martínez ornamentales Zeichnen und Porträtbilder bis zu seinem Ruhestand 1929. Er gab auch Kurse als Professor am Instituto de Segunda Enseñanza de Zaragoza.

## Ecce Homo

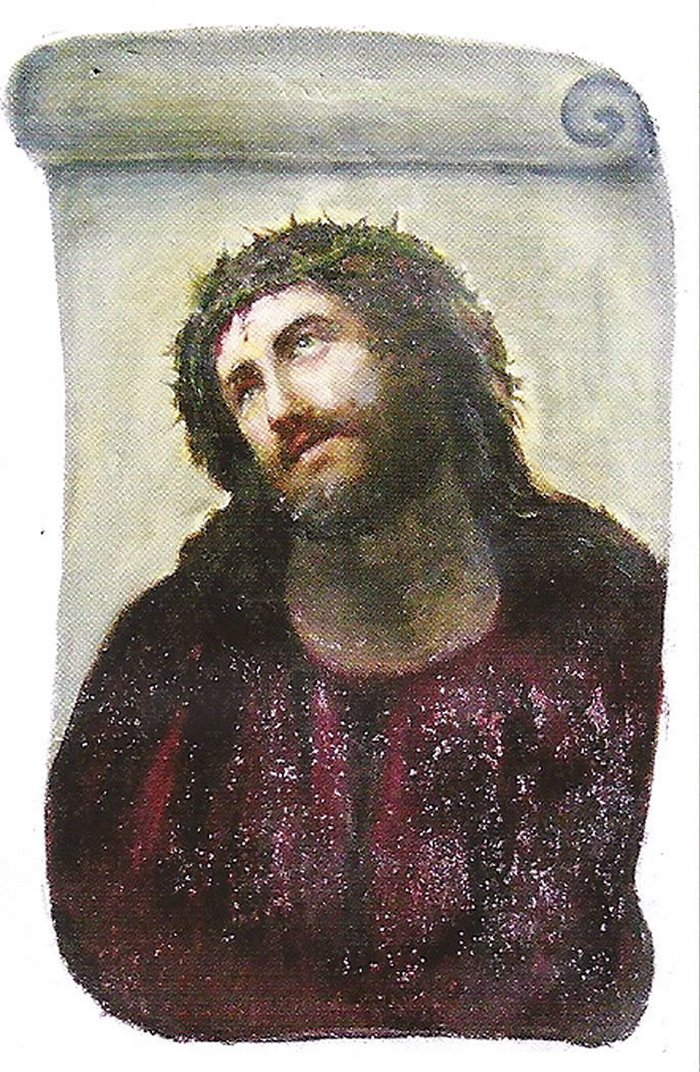
Ecce homo, Elías García Martínez (1890).

Im Sommer 2012 wurde ein Werk von Martínez, ein Abbild von Christus, genannt Ecce homo, in der Ortschaft  Borja bei Saragossa durch die Rentnerin Cecilia Giménez entstellt, die versucht hatte, das Werk zu restaurieren. Dies verursachte ein weltweites Medienecho.